# Turza Wielka (województwo warmińsko-mazurskie)
Turza Wielka (niem. Groß Tauersee, w latach 1939–1945 Tauersee) – wieś w Polsce położona w województwie warmińsko-mazurskim, w powiecie działdowskim, w gminie Działdowo.
W latach 1975–1998 miejscowość położona była w województwie ciechanowskim.

## Historia
Pierwsze wzmianki o miejscowości pochodzą z 1502 roku. Używano wymiennie określeń Turza oraz Thurza. Nazwa pochodzi od nieistniejącego już jeziora Turskiego, nad którym miejscowość kiedyś leżała. Wieś została założona przez Rycerzy Zakonnych, po zawarciu pokoju z Litwinami w 1379 r. W tym samym okresie wybudowano pierwszy kościół, jednak ciągłe wojny między zakonem a stroną polską spowodowały, że kościół popadł w ruinę i nigdy nie został odbudowany. Nowy kościół został założony dopiero po I wojnie światowej w 1924 roku z inicjatywy właściciela majątku – Aleksandra Kamińskiego. Świątynia powstała w przeciągu zaledwie 4 miesięcy, a 1 lipca 1935 r. została erygowana (stała się parafią) dekretem biskupa chełmińskiego Stanisława Wojciecha Okoniewskiego.
We wsi znajduje się zabytkowy budynek stacji kolejowej z 1909–1910 w bardzo dobrym stanie oraz magazyn, dom dla pracowników kolei i jedna nastawnia. W centrum miejscowości zachował się neobarokowy pałacyk właścicieli majątku z początku XX wieku. Między pałacykiem a stacją kolejową znajduje się dawny folwark z kilkoma budynkami z XIX i początku XX wieku.

## Urodzeni w Turzy Wielkiej
- Wiesław Spychalski – polski działacz społeczny na rzecz krwiodawstwa, członek Polskiego Czerwonego Krzyża[3].

## Sołectwo Turza Wielka
Turza Wielka znajduje się w zachodniej części gminy Działdowo i jest czwartą, co do liczby ludności miejscowością na terenie gminy. Powierzchnia sołectwa wynosi 1.590,61 ha, co stanowi 5,5% obszaru gminy.
|                        | Powierzchnia w ha | Udział % w pow. ogólnej |
| ---------------------- | ----------------- | ----------------------- |
| Grunty z zabudowaniami | 28,25             | 1,78                    |
| Grunty orne            | 1005,82           | 63,25                   |
| Łąki                   | 42,28             | 2,66                    |
| Nieużytki              | 12,24             | 0,76                    |
| Pastwiska              | 34,94             | 2,20                    |
| Lasy                   | 389,53            | 24,50                   |
| Drogi                  | 27,01             | 1,70                    |
| Tereny kolejowe        | 31,15             | 1,95                    |
| Sady                   | 0,84              | 0,05                    |
| Złoża kruszywa         | 14,51             | 0,90                    |
| Wody                   | 4,04              | 0,25                    |
| RAZEM                  | 1590,25           | 100                     |